# میشل ولپ
میشل ولپ (انگلیسی: Michele Volpe؛ زادهٔ ۱۶ سپتامبر ۱۹۹۷) بازیکن فوتبال است.
از باشگاه‌هایی که در آن بازی کرده‌است می‌توان به باشگاه فوتبال فروزینونه اشاره کرد.